# Comtat de Guadalhorce

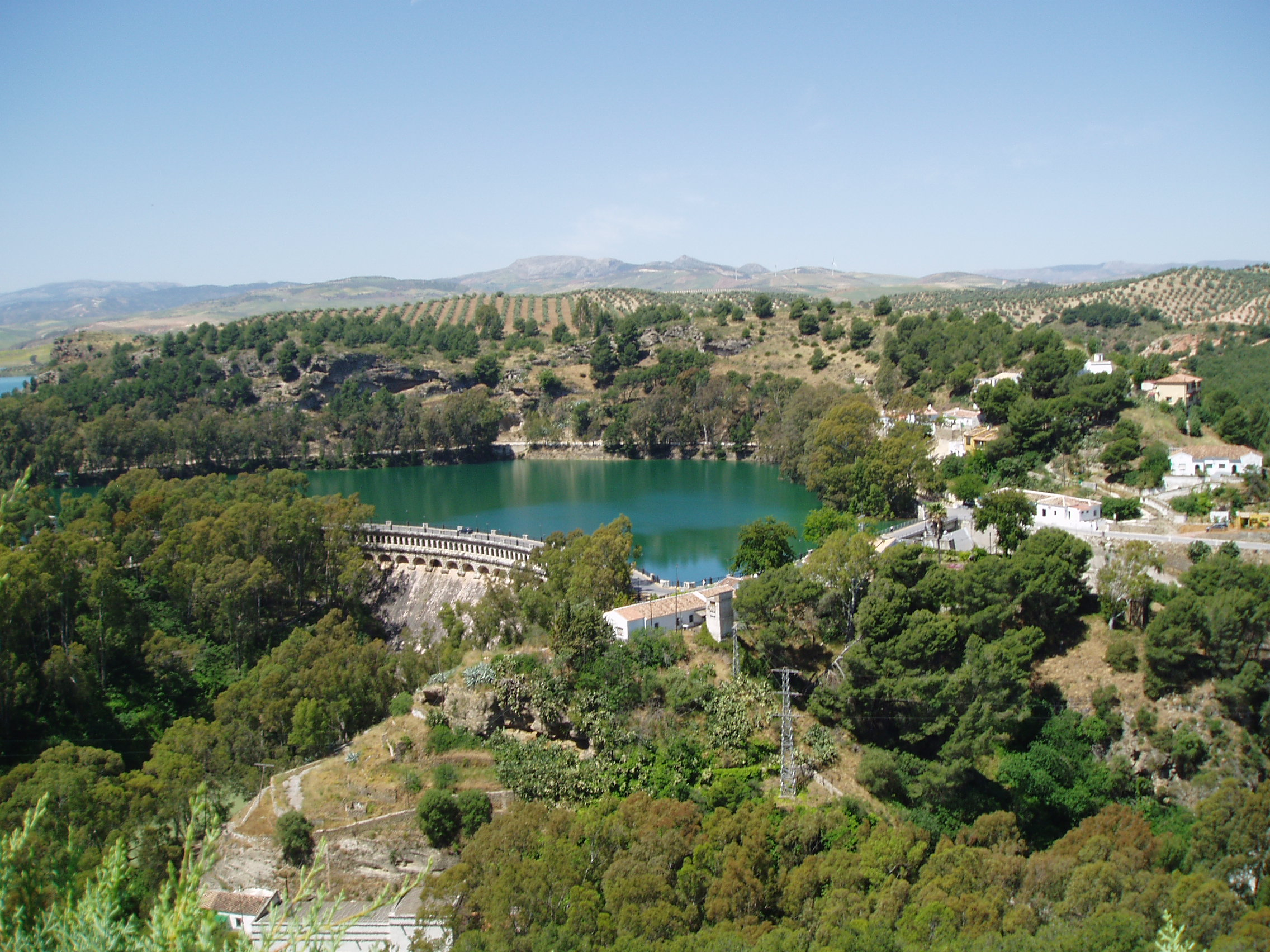
Pantà "Conde de Guadalhorce".

El comtat de Guadalhorce és un títol nobiliari espanyol creat pel rei Alfons XIII el 26 de novembre de 1921 a favor de Rafael Benjumea y Burín, ministre de Foment, enginyer de camins i polític, qui va realitzar l'embassament anomenat "Comte de Guadalhorce", al riu Turón, del que es beneficia la vall del riu Guadalhorce, a Andalusia.

## Comtes de Guadalhorce
|                         | Titular                          | Període                 |
| Creació per Alfons XIII | Creació per Alfons XIII          | Creació per Alfons XIII |
| ----------------------- | -------------------------------- | ----------------------- |
| I                       | Rafael Benjumea y Burín          | 1921-1952               |
| II                      | Rafael Benjumea y Heredia        | 1953-1974               |
| III                     | Francisco Benjumea y Heredia     | 1975-1995               |
| IV                      | Rafael Benjumea y Cabeza de Vaca | 1998-actual titular     |

## Història dels comtes de Guadalhorce
- Rafael Benjumea y Burín († en 1952), I comte de Guadalhorce.

1. Casat amb Isabel Heredia y Loring. El succeí el seu fill:

- Rafael Benjumea y Heredia, II comte de Guadalhorce.

1. Casat amb Jacqueline Poirier. Sense descendents. El succeí el seu germà:

- Francisco Benjumea y Heredia (1908-1995), III comte de Guadalhorce.

1. Casat amb Matilde Cabeza de Vaca y Garret, XVI comtessa de Peñón de la Vega (1915-2006), XVI marquesa de Valdecañas, marquesa de Torremayor. El succeí el seu fill:

- Rafael Benjumea y Cabeza de Vaca, IV comte de Guadalhorce, XVII marquès de Valdecañas, XVIII comte de Peñón de la Vega.

1. Casat amb Blanca Benjumea y Llorente.